# St.-Georgs-Kathedrale (Addis Abeba)

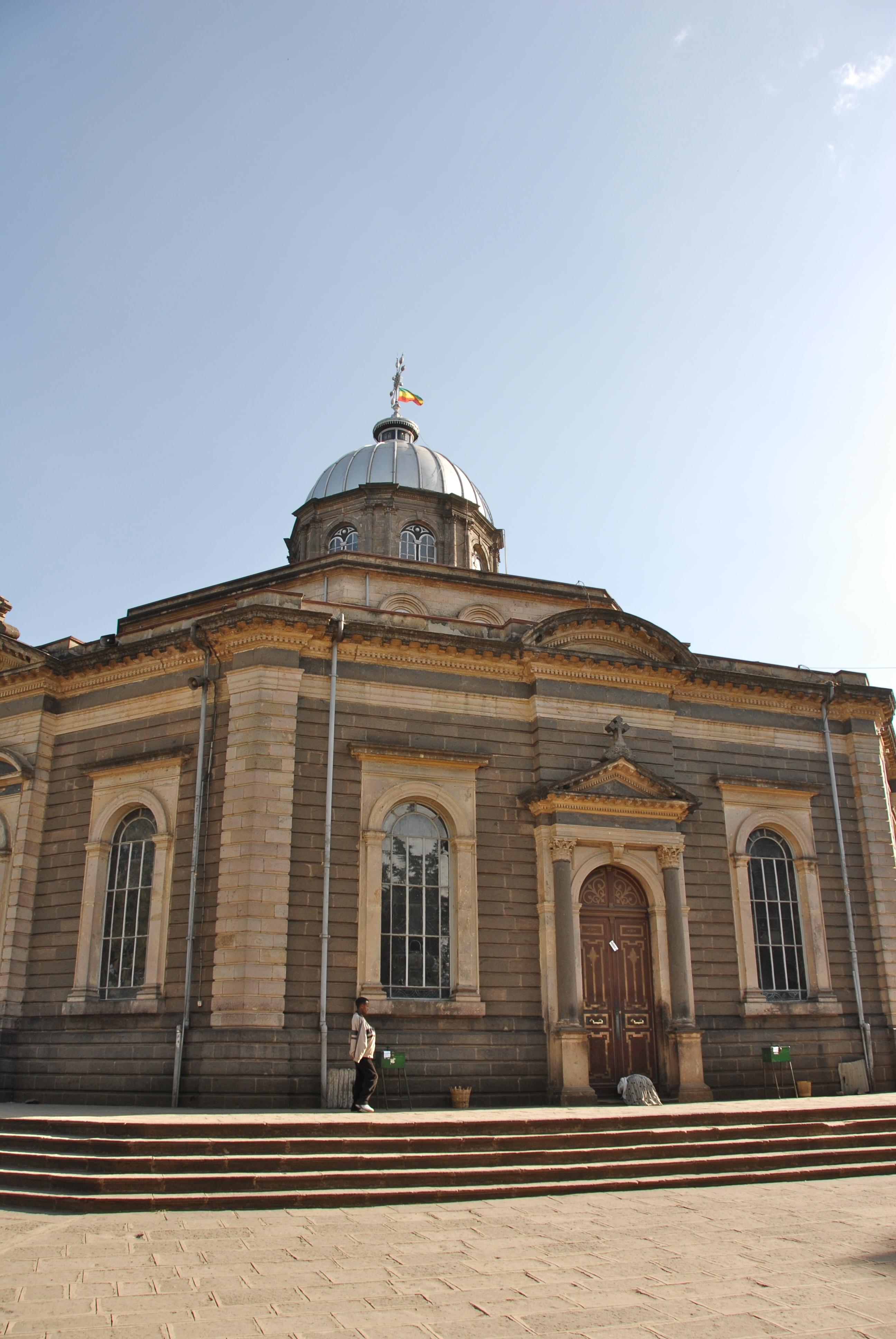
Die Georgskathedrale

Die moderne Gännätä-Tsige-Mänagäscha-Qïddus-Gïyorgis-Kirche (amharisch ገነተ ጽጌ መናገሻ ቅዱስ ግዮርጊስ) ist ein äthiopisch-orthodoxes Kirchengebäude in Addis Abeba. Sie ist für ihre traditionelle achteckige Form bekannt und gilt als Beispiel einer europäischen Interpretation äthiopischer Kirchenarchitektur. Sie befindet sich am nördlichen Ende der Churchill-Straße.
Sie wurde 1896 durch Kaiser Menelik II. erbaut, um an seinen Sieg im Kampf bei Adua gegen die Italiener zu erinnern. Der Tabot (Tragealtar) in der heutigen Kirche wurde zuvor auf das Schlachtfeld getragen und brachte demnach den Abessiniern den Sieg. Architekt der Kathedrale war Sebastian Castagna; errichtet wurde sie durch die bei Adua besiegten und schließlich gefangengenommenen Italiener. Sie ist Sankt Georg, dem Nationalheiligen Äthiopiens, gewidmet. 1917 wurde hier Zauditu zur Kaiserin gekrönt und 1930 Haile Selassie zum Kaiser, weshalb die Kathedrale auch ein Pilgerort für Rastafaris ist. Die italienischen Faschisten brandschatzten die Kathedrale 1937 während des Abessinienkrieges. Nach der Befreiung wurde das Gebäude 1941 vom Kaiser restauriert.

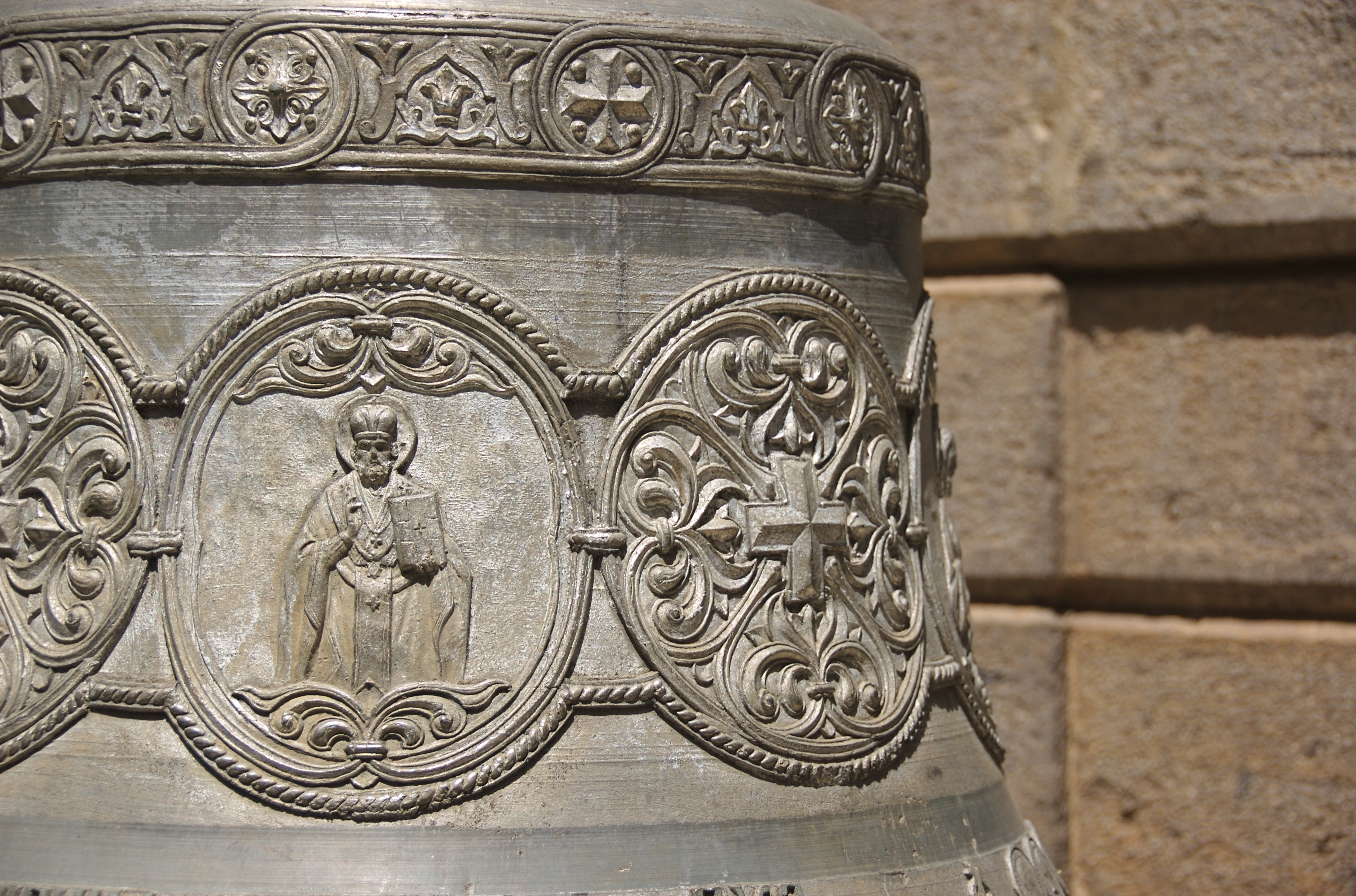
Kirchenglocke

Die große Kirchenglocke ist ein Geschenk Nikolaus’ II., des letzten Zaren des Kaiserreiches Russland.
Das Museum der Georgskirche beherbergt eine große Sammlung von religiösen Gemälden, Kreuzen, historischen Büchern, Pergamenten und Handwerksarbeiten sowie eine Sammlung moderner Kunstwerke des äthiopischen Künstlers Afewerk Tekle. In der Ausstellung befinden sich ferner der Kaiserthron sowie Waffen, die in den Kriegen gegen die Italiener genutzt wurden, darunter geschwungene Schwerter, Dreizacke und aus den Mähnen von Löwen erstellte Helme.